# Sabana Yegua
Sabana Yegua è un comune della Repubblica Dominicana di 24.015 abitanti, situato nella Provincia di Azua. Comprende, oltre al capoluogo, tre distretti municipali: Proyecto 4, Ganadero e Proyecto 2-C.